# Sanne Rambags
Sanne Rambags (Goirle, 9 oktober 1994), is een Nederlandse vocalist, componist en tekstschrijver. Ze is actief in de genres jazz, geïmproviseerde muziek en wereldmuziek.

## Carrière
Rambags studeerde aan de Fontys Hogeschool voor de Kunsten (AMPA) in Tilburg. Ze studeerde in 2017 af. In Zwitserland kreeg ze les van Susanne Abbuehl en ontwikkelde ze zich op het gebied van poëzie en improvisatie.
In 2015 startte haar samenwerking met Joost Lijbaart en Bram Stadhouders, met wie ze het trio Under the Surface initieerde. In datzelfde jaar ontstond ook Mudita, een samenwerking met Sjoerd van Eijck en Koen Smits, en werd ze geselecteerd voor het Nationaal Jeugd Jazz Orkest. In 2017 debuteerde ze met Under the Surface met hun gelijknamige album, dat werd genomineerd voor een Edison Award. In 2018 volgde het album `Listen to the Sound of the Forest` met Mudita dat werd bekroond met een Edison Award in de categorie Jazz Vocaal Nationaal. In 2020 werd ze genomineerd voor een Edison Award in de categorie Jazz Vocaal Nationaal voor haar bijdrage aan het album `Trinity` van de groep Under the Surface. In 2021 is ze tweemaal genomineerd voor een Edison voor haar soloalbum `SONNA`. Eenmaal voor de Edison Jazzism publieksprijs én eenmaal in de categorie Jazz Vocaal Nationaal.
In 2019 werd ze uitgekozen als Young Vip. Met haar European Colours Group tourde ze met verschillende Europese musici onder wie Oddrun Lilja Jonsdottir, Vincent Courtois en Julian Sartorius. Verder heeft zij samengewerkt met onder meer het Martin Fondse Orchestra, Capella Pratensis, dansgezelschap de Stilte en Kika Sprangers’ Large Ensemble.
In 2020 bracht ze haar eerste soloalbum `SONNA` uit. Tegelijkertijd met de release van `SONNA` richtte Sanne SONNA Records op.
In 2021 maakt ze onderdeel uit van het project Criss Cross Europe onder leiding van Jim Black.
Ze heeft op verschillende jazzfestivals gestaan, zoals het North Sea Jazz Festival, Celtic Connections, Eurojazz México en het Taichung Jazz Festival.

## Discografie
| Jaar | Album   | Label         |
| ---- | ------- | ------------- |
| 2022 | Sister  | SONNA Records |
| 2021 | Paradis | SONNA Records |
| 2020 | SONNA   | SONNA Records |

| Jaar | Album             | Label             |
| ---- | ----------------- | ----------------- |
| 2022 | Miin Triuwa       | Challenge Records |
| 2019 | Trinity           | Challenge Records |
| 2017 | Under The Surface | Challenge Records |

| Jaar | Album                             | Label                        |
| ---- | --------------------------------- | ---------------------------- |
| 2022 | To The West                       | Berthold Records             |
| 2021 | Nature of the Netherlands         | SONNA Records/ZenneZ Records |
| 2018 | Listen To The Sound Of The Forest | Zennez Records               |

| Jaar | Album | Label       |
| ---- | ----- | ----------- |
| 2023 | Twigs | BMC Records |

| Jaar | Album                    | Label                  | Artiest                          |
| ---- | ------------------------ | ---------------------- | -------------------------------- |
| 2023 | Mirage                   | Jazzland Recordings    | Oddrun Lilja Jonsdottir (NO)     |
| 2022 | De seizoenen van Legrand | Maanstrand             | Duo met Harmen Fraanje           |
| 2022 | Mantra Contra Mantra     | Orb Compendium         | Ivar Orvedal (NO)                |
| 2022 | Murakami (Live)          | Eigen beheer           | Ikarai                           |
| 2020 | Marble                   | Jazzland Recordings    | Oddrun Lilja Jonsdottir (NO)     |
| 2020 | Ensemble Grande          | DAM Records            | Fuensanta Mendez                 |
| 2019 | Cuban Fire               | Double Moon Recordings | Bundesjazzorchester, Jiggs Wigam |
| 2019 | Decay                    | Multi Modal Recordings | Claudia Molitor                  |
| 2019 | Human Traits             | Zennez Records         | Kika Sprangers                   |
| 2018 | Many Faces of Jazz       | Rollercoaster Records  | Martin Fondse Orchestra          |
| 2017 | Leaves of Lily           | ZenneZ Records         | KiKa Sprangers                   |
| 2016 | A Rosa                   | Eigen beheer           | Young Metropole                  |

## Prijzen en nominaties
- 2022: Edison Award (nominatie) - categorie Jazz Vocaal Nationaal voor Sister
- 2021: Edison Award - categorie Jazz Vocaal Nationaal voor SONNA
- 2021: Edison Award (nominatie) - categorie Jazzism publieksprijs voor SONNA[5]
- 2020: Edison Award (nominatie) - categorie Jazz Vocaal/Nationaal voor Trinity
- 2019: Edison Award - categorie Jazz Vocaal/Nationaal voor Listen To The Sound Of The Forest[6][7]
- 2018: Edison Award (nominatie) - categorie Jazz Nationaal voor Under the Surface
- 2017: Conservatorium Talent Award[8]
- 2017: Jacques de Leeuw Prijs (nominatie)[9]